# Xu Zechen

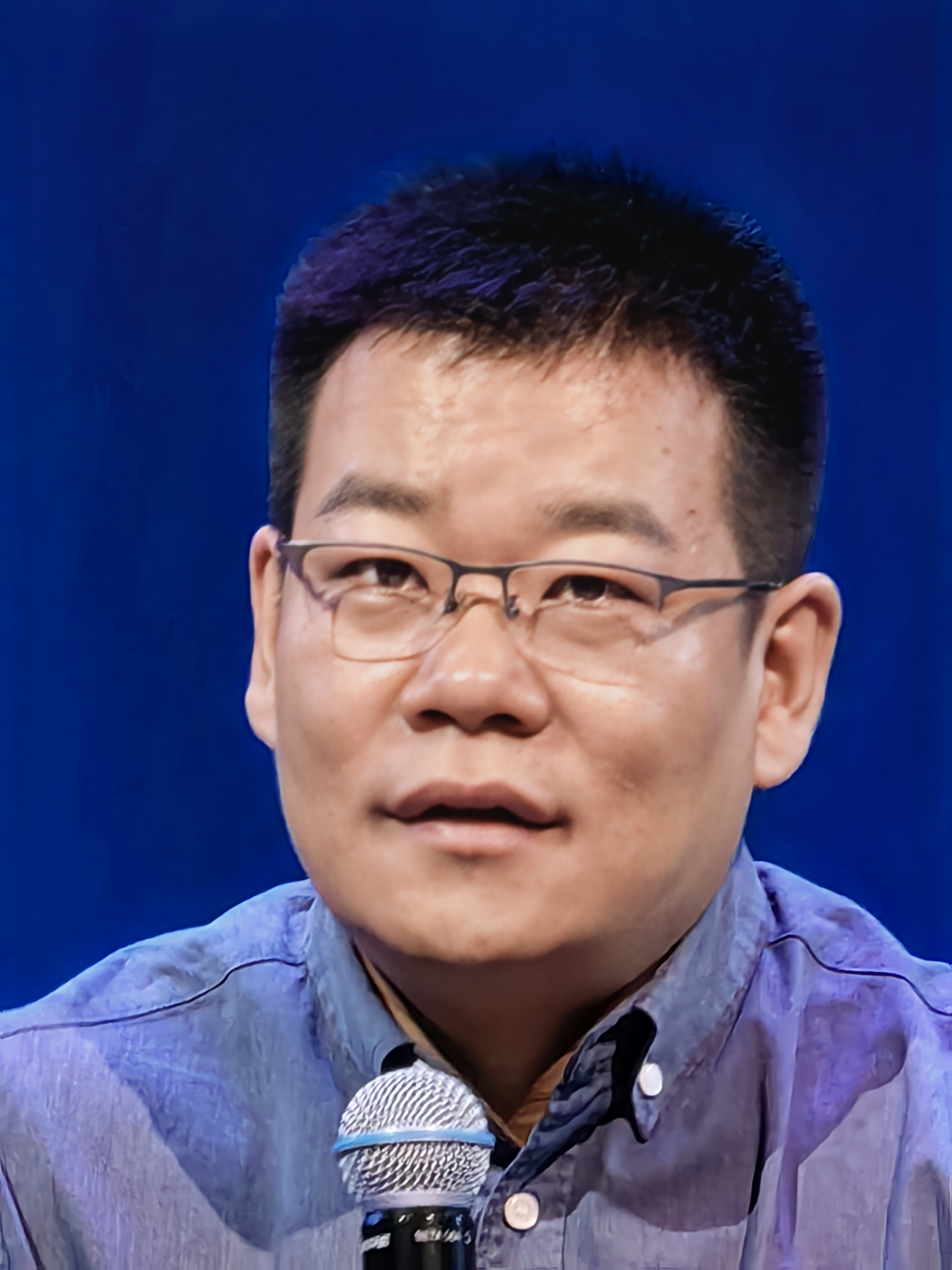
Xu Zechen

Xu Zechen (chinesisch 徐则臣, Pinyin Xú Zéchén; * 1978 in der Provinz Jiangsu) ist ein chinesischer Schriftsteller.

## Leben
Xu Zechen studierte Chinesische Literatur an der Universität Peking. 2010 nahm er am International Writing Program der University of Iowa teil. Er arbeitet bei der Literaturzeitschrift Renmin Wenxue (人民文学,  Rénmín Wénxué).

## Werk
Xu Zechen wurde 2006 durch seinen Roman Im Laufschritt durch Peking (跑步穿过中关村,  Pǎobù chuānguo Zhōngguāncūn) bekannt. In diesem Buch beschreibt er hautnah das Leben von Pekinger Straßenhändlern, die mit gefälschten Dokumenten und DVD-Schwarzkopien handeln. Der Roman wurde 2006 von der chinesischen Prosagesellschaft als einer der besten Prosaromane des Jahres und 2007 mit dem Literaturpreis für Newcomer ausgezeichnet. 2009 erschien er in deutscher Übersetzung (ISBN 978-3-8333-0599-3). Xu Zechen hat außerdem weitere Romane und auch Kurzgeschichten verfasst. Übersetzungen seiner Werke liegen auf Englisch, Deutsch, Niederländisch und Koreanisch vor.